# Gabriele Mascioli
Gabriele Mascioli (Ancona, 1455 circa – Roma, 25 ottobre 1534) è stato un arcivescovo cattolico italiano.

## Biografia
Nato intorno al 1455 ad Ancona da nobile famiglia, entrò nell'Ordine di Sant'Agostino e si laureò in teologia, diventando lettore all'Università di Bologna e all'Università di Perugia. Ricoprì inoltre il ruolo di padre provinciale del proprio ordine nella provincia della Marca anconetana.
Il 19 novembre 1507 (secondo altre fonti il 10) venne nominato contemporaneamente da papa Giulio II sacrista del Palazzo apostolico e arcivescovo di Durazzo. Il 30 aprile 1511 fu invece nominato amministratore apostolico di Castro, incarico che lasciò nel 1518. Mantenne gli incarichi di sacrista e arcivescovo di Durazzo fino alla morte, avvenuta in tarda età nel 1534 a Roma. Fu sepolto nella chiesa di Sant'Agostino ad Ancona.

## Successione apostolica
La successione apostolica è:
- Vescovo Matteo (1511)
- Vescovo Konrad Mayr (1517)
- Vescovo Etienne de Pressuris (1518)
- Vescovo Giovanni Antonio Perotti, O.S.B. (1519)
- Vescovo Antonio Scaglioni (1520)
- Cardinale Pierre de la Baume (1522)
- Cardinale Egidio da Viterbo, O.E.S.A. (1524)
- Vescovo Polydor de Brixen, O.Cist. (1524)
- Vescovo Guglielmo Alessandro Arborio di Gattinara, O.E.S.A. (1525)
- Vescovo Giambattista Bragadin (1526)
- Vescovo Corrado Cerbaria (1526)
- Patriarca Rodrigo Carvajal (1526)
- Arcivescovo Livio Podocatharo (1527)
- Vescovo Pierre Faget, O.F.M. (1527)
- Vescovo Carlo degli Ariosti (1527)
- Cardinale Ascanio Parisani (1529)
- Vescovo Lorenzo Santarelli (1529)
- Vescovo Ludovico Furconio (1529)
- Vescovo Pietro Gazino, C.R.L. (1529)
- Vescovo Agostino Falivene, O.S.M. (1529)
- Vescovo Defendente Valvassori (1529)
- Vescovo Gaspare, O.P. (1529)
- Vescovo Pedro de Laleza (1529)
- Arcivescovo Girolamo Centelles (1529)
- Vescovo Scipione Roero, O.Hum. (1529)
- Vescovo Angelo Lucius (1529)
- Vescovo Alberto (1529)
- Vescovo Baldassarre Caetano de Grassi (1529)
- Vescovo Galeazzo Pietra (1530)
- Vescovo Leone Leonici (1530)
- Vescovo Angelo Gaconia (1530)
- Cardinale Giorgio di Armagnac (1531)
- Vescovo Antonio Bonsi (1532)
- Vescovo Giovanni Francesco de Mirto (1532)
- Vescovo Francisco de Jaén, O.S.Io.Hieros. (1532)
- Vescovo Nicola Regitano (1533)
- Vescovo Paolo Giovio (1533)
- Vescovo Marcantonio della Croce (1533)
- Vescovo Bernardo Antonio de' Medici (1533)
- Vescovo Braccio Martelli (1533)
- Vescovo Bartolomeo Ferratini (1533)
- Vescovo Sebastiano de Bonfilii (1533)
- Vescovo Giampietro Grassi (1533)
- Arcivescovo Christopher Bodkin (1533)
- Vescovo Luigi Magnasco di Santa Fiora (1535)